# Apex Legends
Pour les articles homonymes, voir Apex.
Apex Legends est un jeu vidéo de tir à la première personne de type battle royale développé par Respawn Entertainment et édité par Electronic Arts. Il est publié en accès gratuit le 4 février 2019 sur Windows, PlayStation 4 et Xbox One, sur Nintendo Switch en mars 2021 et pour PlayStation 5 et Xbox Series en mars 2022. Une version mobile intitulée Apex Legends Mobile est sortie en mai 2022 avant d'être abandonnée en mai 2023.
Aussitôt considéré comme un concurrent du très populaire Fortnite Battle Royale, le jeu bat des records de fréquentation dès sa sortie, en réunissant plus de 2,5 millions de joueurs en 24 heures, 10 millions en trois jours puis 25 millions en une semaine après sa commercialisation. Après un mois de commercialisation, le jeu dépasse la barre des 50 millions de joueurs.
Le jeu ne nécessite pas de posséder le Xbox Live Gold sur Xbox One et Xbox Series pour pouvoir y jouer. Le PS+ sur PS4 et PS5  ainsi que le Nintendo Switch Online sur Nintendo Switch ne sont pas non plus nécessaires pour jouer au jeu.

## Système de jeu
Apex Legends est un jeu vidéo de type battle royale de tir à la première personne au contraire de son concurrent Fortnite. Le jeu invite le joueur à survivre non pas tout seul, mais dans une escouade de deux ou trois joueurs dans une arène de 60 joueurs. Les joueurs y incarnent des Légendes dotées de capacités propres à chacunes.
Il est également possible de jouer en partie classée, c’est-à-dire que les joueurs ont un nombre de points sous forme de score qui varie en fonction de leurs performances dans les parties, et qui les fait combattre contre des joueurs possédant un score similaire. Au fil des saisons plusieurs modes hors battle royale comme les Arènes (3 vs 3) fut ajouté, puis finalement retiré. Enfin, des modes plus classiques comme le match à mort par équipe ou encore du contrôle ont été ajoutés à la playlist Mixtape.
Les mises à jour du jeu sont assez fréquentes, apportant divers correctifs de bug ou d’équilibrage, ainsi que du contenu supplémentaire, tel que des modes de jeu alternatifs ou des skins (comprendre apparence de personnage ou d’arme).
Le jeu utilise une version grandement modifiée du moteur de jeu Source de VALVe
Le jeu se situe dans le même univers que Titanfall et Titanfall 2, du même développeur, mais n'est pas une suite de ces jeux.

## Voix des personnages
| Personnages | Voix originales     | Voix françaises       |
| ----------- | ------------------- | --------------------- |
| Annonceuse  | Zehra Fazal         | Marie Chevalot        |
| Alter       | Crystal Yu          | Marion Aranda         |
| Ash         | Anna Campbell       | Émilie Duchênoy       |
| Ballistic   | Robin Atkin Downes  | Pascal Germain        |
| Bangalore   | Erica Luttrell      | Barbara Beretta       |
| Bloodhound  | Allegra Clark       | Alice Taurand         |
| Caustic     | J. B. Blanc         | Loïc Houdré           |
| Catalyst    | Meli Grant          | La Briochée           |
| Crypto      | Johnny Young        | Stéphane Fourreau     |
| Conduit     | Frankie Kevich      | Geneviève Doang       |
| Fuse        | Ben Prendergast     | Jean Rieffel          |
| Gibraltar   | Branscombe Richmond | Jean-François Kopf    |
| Horizon     | Elle Newlands       | Nathalie Homs         |
| Loba        | Fryda Wolff         | Nadine Girard         |
| Lifeline    | Mela Lee            | Déborah Claude        |
| Mad Maggie  | Nicola Kawana       | Laurence Crouzet      |
| Mirage      | Roger Craig Smith   | Fabrice Trojani       |
| Newcastle   | Gabe Kunda          | Jean-Louis Garçon     |
| Octane      | Nicolas Roye        | Cédric Dumond         |
| Pathfinder  | Chris Edgerly       | Emmanuel Rausenberger |
| Revenant    | Darin De Paul       | Frédéric Souterelle   |
| Rampart     | Anjali Bhimani      | Camille Lamache       |
| Seer        | Iké Amadi           | Ouadodji Sourou       |
| Sparrow     |                     |                       |
| Valkyrie    | Erika Ishii         | Aurore Bonjour        |
| Vantage     | Natalie Cañizares   | Kaina Blada           |
| Wattson     | Justine Huxley      | Anne-Charlotte Piau   |
| Wraith      | Shantel VanSanten   | Pascale Chemin        |

## Sortie

### Stratégie de distribution

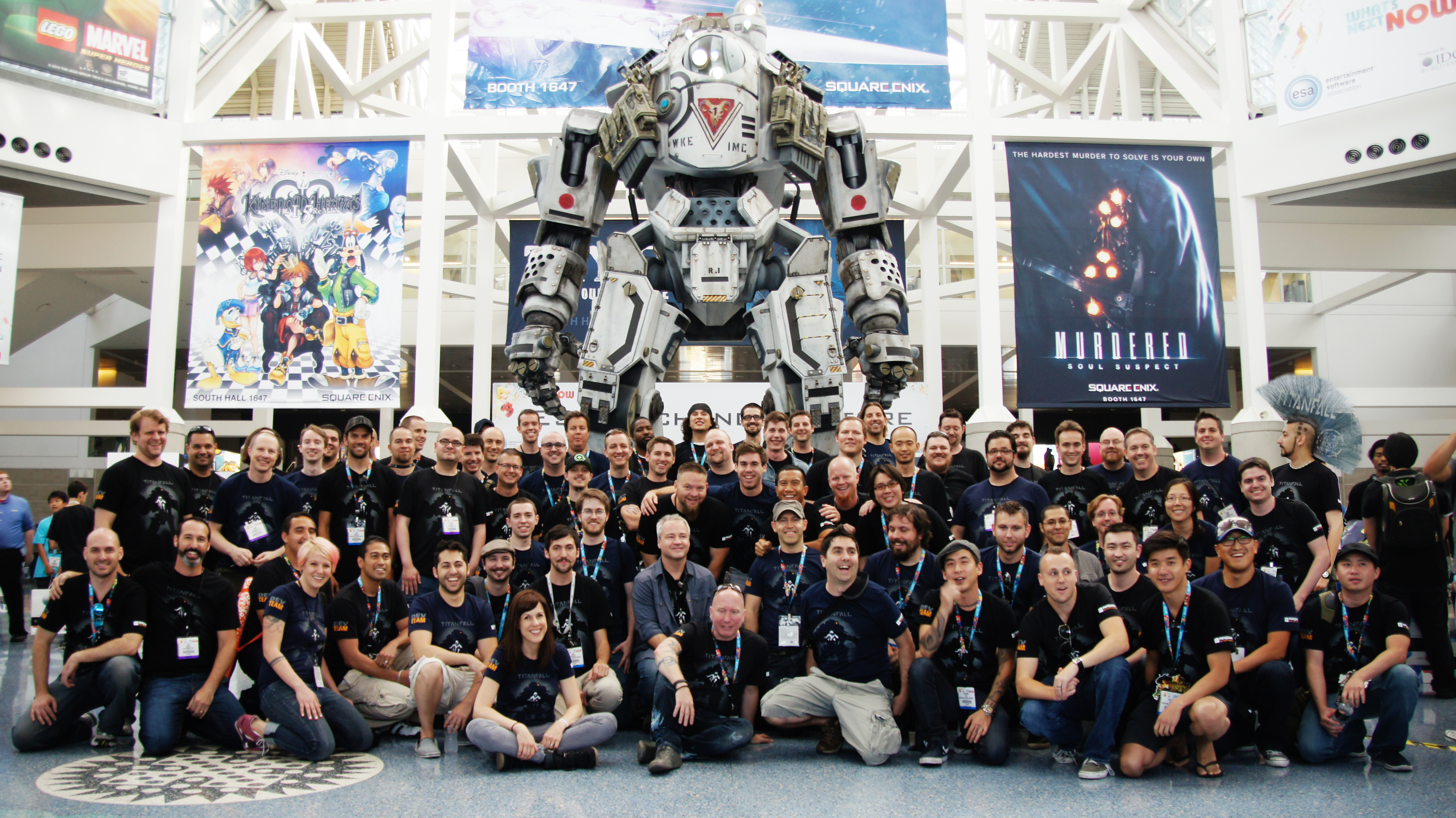
L'équipe de développement de Titanfall à l'E3 2013, devant une réplique de titan.

Fait très rare dans l'industrie du jeu vidéo, Apex Legends ne bénéficie d'aucune exposition médiatique avant sa sortie, et ce afin d'éviter tout déchaînement de rumeurs néfastes. Ses producteurs sont soucieux de laisser le jeu parler pour lui-même :

« Nous lançons un jeu free-to-play, avec des loot boxes, après que notre studio a été acheté par Electronic Arts, et le jeu en question n'est pas Titanfall 3. C'est la recette parfaite pour qu'une stratégie de communication tourne au vinaigre, alors pourquoi devrions-nous insister ? Lançons juste le jeu et laissons les joueurs jouer. »

Une stratégie pleine de succès, selon Gamekult : « Il y a bien longtemps qu'Electronic Arts n'avait pas signé un lancement aussi propre que celui d'Apex Legends ». Peu avant la date de dévoilement souhaitée, Respawn Entertainment invite influenceurs et journalistes dans ses locaux pour leur faire tester le jeu. Dès le 2 février cependant, des fuites apparaissent sur les réseaux sociaux et la sortie du jeu apparaît imminente, mettant fin du même coup aux rumeurs supposant que le studio travaillait sur une suite à sa série Titanfall. Un mois après la sortie officielle du jeu, Tyler Blevins, joueur en ligne et streamer connu sous le pseudonyme « Ninja », révèle avoir été payé un million de dollars pour faire la promotion du jeu sur ses réseaux (chaînes Twitch et YouTube, Twitter...).

### Commercialisation
Le jeu connaît un succès foudroyant à sa sortie : plus de 2,5 millions de joueurs s'y essaient dans les 24 heures suivant sa commercialisation, et les images du jeu sont en tête de visionnage sur le site de diffusion Twitch.

### Version mobile
La version mobile globale sort le 17 mai 2022, cette version propose des modes de jeu non-disponibles sur les versions PC et consoles. En plus de « Légendes » exclusives à cette plateforme. Les personnages disponibles sont réduits à dix au lancement du jeu mobile. Les saisons durent un mois et non trois mois comme pour les versions PC et consoles. Le 31 janvier 2023, EA annonce la fin d'Apex Legends Mobile, le jeu ne sera plus jouable à compter du 1er mai 2023.
| Saison              | Titre            | Dates                                 | Nouvelle légende |
| ------------------- | ---------------- | ------------------------------------- | ---------------- |
| Pré-saison          | Prime Time       | 17/05/22 - 15/06/22                   | Fade             |
| Pré-saison          | Prime Time       | Ajout du 30-30                        |                  |
| Saison 1            | Coup de froid    | 15/06/22 - 12/08/22                   | Loba             |
| Saison 1            | Coup de froid    | Ajout de la map : Bord du Monde       |                  |
| Saison 2 (partie 1) | Distorsion       | 12/07/22 - 24/08/22                   | Rhapsody         |
| Saison 2 (partie 1) | Distorsion       | Ajout de la mini map : Pythas Block 0 |                  |
| Saison 2 (partie 2) | Hyperbeat        | 24/08/22                              | Crypto           |
| Saison 2 (partie 2) | Hyperbeat        | Nouvelle zone : Théâtre de Pythas     |                  |
| Saison 3 (partie 1) | Champions        | 18/10/22 - 30/11/22                   | Ash              |
| Saison 3 (partie 1) | Champions        | Nouveaux mode de jeu temporaires      |                  |
| Saison 3 (partie 2) | Monde souterrain | 30/11/22                              | Revenant         |
| Saison 3 (partie 2) | Monde souterrain | Nouveaux mode de jeu temporaires      |                  |
| Saison 4            | Aspiration       | 14/02/23 - 01/05/2023                 | Horizon          |
| Saison 4            | Aspiration       | Ajout de la map : Olympus             |                  |

### Jouabilité sur Linux
Le 31 octobre 2024, Electronic Arts annonce sur son blog officiel le blocage des joueurs utilisant comme système d'exploitation Linux, car selon eux, cela « ouvre la voie à nombre de tricheries et d'abus significatifs ». Ce blocage affecte également le Steam Deck, qui tourne sur SteamOS, distribution basée sur Linux. Certes le système Easy Anti-Cheat d'Apex Legends fonctionnait depuis plus de 3 ans sur cet OS, mais devant l'augmentation du nombre de cheaters et la difficulté à les détecter sur Linux, EA a pris sa décision, qui « impactera un petit nombre de joueurs »,.

## Légendes
Les 26 « Légendes » de la version consoles et PC en fonction de leurs classes.
| Légende    | Classe         | Monde d'origine | Profil                               |
| ---------- | -------------- | --------------- | ------------------------------------ |
| Alter      | Escarmouche    | Inconnu         | Manipulatrice du Vide                |
| Ash        | Escarmouche    | Inconnu         | Instigatrice incisive                |
| Ballistic  | Assaut         | Gaea            | Franc-tireur raffiné                 |
| Bangalore  | Assaut         | Gridiron        | Militaire professionnelle            |
| Bloodhound | Reconnaissance | Talos           | Expert·e en traque et en technologie |
| Catalyst   | Contrôle       | Boréas          | Conjuratrice défensive               |
| Caustic    | Contrôle       | Gaea            | Piégeur toxique                      |
| Conduit    | Soutien        | Nexus           | Guérisseuse défensive                |
| Crypto     | Reconnaissance | Gaea            | Expert en surveillance               |
| Fuse       | Assaut         | Salvo           | Expert en explosifs exubérant        |
| Gibraltar  | Soutien        | Solace          | Forteresse blindée                   |
| Horizon    | Escarmouche    | Solace          | Manipulatrice gravitationnelle       |
| Lifeline   | Soutien        | Psamathe        | Secouriste de combat                 |
| Loba       | Soutien        | Inconnu         | Voleuse insaisissable                |
| Mad Maggie | Assaut         | Salvo           | Cheffe de guerre rebelle             |
| Mirage     | Soutien        | Solace          | Illusionniste holographique          |
| Newcastle  | Soutien        | Gridiron        | Défenseur héroïque                   |
| Octane     | Escarmouche    | Psamathe        | Tête brûlée                          |
| Pathfinder | Escarmouche    | Psamathe        | Éclaireur avancé                     |
| Rampart    | Contrôle       | Gaea            | Bricoleuse amplifiée                 |
| Revenant   | Assaut         | Inconnu         | Cauchemar synthétique                |
| Seer       | Reconnaissance | Boréas          | Artiste de l'embuscade               |
| Sparrow    | Reconnaissance | Psamathe        | Archer agile                         |
| Valkyrie   | Reconnaissance | Angelia         | Vengeresse ailée                     |
| Vantage    | Reconnaissance | Págos           | Snipeuse survivaliste                |
| Wattson    | Contrôle       | Solace          | Défenseure statique                  |
| Wraith     | Escarmouche    | Typhon          | Guerrière interdimensionnelle        |

Fade et Rhapsody étaient des « Légendes » uniquement disponibles sur la version mobile d'Apex Legends.

## Saisons et événements

### Saisons
| Saison     | Titre                | Dates | Nouvelle légende | Nouvelle arme           | Carte(s)                                   |
| ---------- | -------------------- | --- | ---------------- | ----------------------- | ------------------------------------------ |
| Pré-saison | -                    | 04/02/2019 - 19/03/2019 | -                | Havoc (20/02/2019)      | Canyon des Rois                            |
| Pré-saison | -                    | Lancement du jeu. |                  |                         |                                            |
| Saison 1   | Frontière sauvage    | 19/03/2019 - 18/06/2019 | Octane           | -                       | Canyon des Rois                            |
| Saison 1   | Frontière sauvage    | Ajout du passe de combat (Sur la base de point sur chaque légende du jeu obligent la rotation de la légende jouer pour monter rapidement dans le passe de combat) |                  |                         |                                            |
| Saison 2   | Charge de combat     | 02/07/2019 - 30/09/2019 | Wattson          | L-STAR                  | Canyon des Rois                            |
| Saison 2   | Charge de combat     | Modifications du Canyon des Rois avec l'incursion des Léviathans. Ajout du mode classé. Ajout de défis quotidiens et hebdomadaires. Nouveaux équipements : Hop-Up Munitions désintégratrices, Hop-Up Hammerpoint et les Chargeurs énergétiques. |                  |                         |                                            |
| Saison 3   | Fusion               | 01/10/2019 - 04/02/2020 | Crypto           | Fusil à Charge          | Bord du Monde                              |
| Saison 3   | Fusion               | Nouvelle carte : Bord du Monde. Nouveaux équipements : Hop-Up Châssis enclume et Hop-Up Détente à double action. Équipements retirés : Hop-Up Munitions désintégratrices, Hop-Up Démonte crâne. |                  |                         |                                            |
| Saison 4   | Assimilation         | 04/02/2020 - 12/05/2020 | Revenant         | Sentinel                | Bord du Monde Canyon des Rois              |
| Saison 4   | Assimilation         | Modification de Bord du Monde avec l'ajout du collecteur et destruction de Capitol City. Nouveau rang en classé (Maître), Prédateur devient un top 500 par plateforme. Ajout du split en classé 1re partie sur Bord du Monde et 2e partie sur le Canyon des Rois. La Devotion devient une arme légendaire et la L-STAR devient une arme normale. Nouveaux équipements : Munitions de précision (pour tous les Fusils de Précision) et les Chargeurs de précision. Équipement retiré : Hop-Up Turbochargeur. |                  |                         |                                            |
| Saison 5   | Faveur de la fortune | 12/05/2020 - 18/08/2020 | Loba             | -                       | Canyon des Rois Bord du Monde              |
| Saison 5   | Faveur de la fortune | Modification de Canyon des Rois avec la destruction de Ville cimetière. Ajout d'un système de quêtes. Le Peacekeeper devient une arme légendaire avec le Choke de précision incorporé et Mastiff quant à lui devient une arme normale. Équipement de retour : Hop-Up Démonte crâne. Équipement retiré : Hop-Up Châssis enclume. |                  |                         |                                            |
| Saison 6   | Propulsion           | 18/08/2020 - 05/11/2020 | Rampart          | Volt                    | Bord du Monde Canyon des Rois              |
| Saison 6   | Propulsion           | Ajout de zone en lien a Hammond Industries (Site de Lancement, Décompte et Complexe) Ajout d'un système de création (crafting). La R-99 devient une arme légendaire et la Devotion redevient une arme normale. Équipements de retour : Hop-Up Turbochargeur et les Chargeurs énergétiques. Équipements retirés : Hop-Up Choke de précision (intégré de base dans les armes) et les Boucliers Corporels de niveau 1 à 3 (seuls les boucliers corporels évolutifs et légendaires sont disponibles). |                  |                         |                                            |
| Saison 7   | Ascension            | 05/11/2020 - 03/02/2021 | Horizon          | -                       | Olympus Bord du Monde                      |
| Saison 7   | Ascension            | Nouvelle carte : Olympus avec le Trident comme véhicule. Mode temporaire Aperçu d'Olympus : explorer la carte sans prendre de dégâts par les autres joueurs. Ajout des Clubs, modification du système de niveau du Passe de Combat et sortie sur la plateforme Steam. La Prowler devient une arme légendaire et la R-99 redevient une arme normale. Nouveau équipement : Hop-Up Étui rapide pour le Wingman et le RE-45. Équipement retiré : Hop-Up Sélecteur de tir. |                  |                         |                                            |
| Saison 8   | Chaos                | 03/02/2021 - 04/05/2021 | Fuse             | Répéteur 30-30          | Canyon des Rois Olympus                    |
| Saison 8   | Chaos                | Sortie de la version Nintendo Switch Modifications de la partie nord du Canyon des rois Modifications des parties classées et le nombre de Prédateurs est porté à 750 par plateforme. Nouvel équipement : Chargeur légendaire. Équipement de retour : Hop-Up Châssis enclume. Équipements retirés : Stabilisateur de canon légendaire et Hop-Up Détente à double action. |                  |                         |                                            |
| Saison 9   | Postérité            | 04/05/2021 - 03/08/2021 | Valkyrie         | Arc Bocek               | Bord du Monde Olympus                      |
| Saison 9   | Postérité            | Ajout du mode Arènes (3 vs 3) : mini-cartes spécialement conçues pour ce mode : Trouble-fête et Module de phase jouable dès le début de la saison. 4 mini-cartes issues du « Battle Royale » sont disponibles progressivement durant la saison 9 : Artillerie (Canyon des Rois), Centrale thermique (Bord du Monde) et Jardins dorés (Olympus). Modifications d'Olympus : Ajout du vaisseau Icarus et infestation de la ville par des racines et protubérances végétales. Équipement par défaut des joueurs pour le Battle Royale : Casque blanc, bouclier corporel blanc, bouclier de K.O. blanc + 2 cellules et 2 seringues. Suppression du butin au sol : casque blanc et bouclier de K.O. blanc. Nouvelle classe d'arme : Armes à longue portée incluant la G7, le 30-30, Fusil Triple et l'Arc Bocek. Le Fusil Triple devient une arme légendaire et la Peacekeeper redevient une arme normale. Équipements ajoutés : Flèches (munitions pour Arc Bocek) Hop-Up Pointes à dispersion et Tempo d'élite. Équipements retirés : Hop-Up Démonte crâne et Hammerpoint. |                  |                         |                                            |
| Saison 10  | Emergence            | 03/08/2021 - 02/11/2021 | Seer             | Rampage                 | Bord du Monde Canyon des Rois              |
| Saison 10  | Emergence            | Ajout du mode Classé en Arènes avec des nouvelles mini-cartes : Flanc de colline, Oasis et Dôme. Modifications de Bord du Monde avec extension de la Crevasse de Lave et l'ajout de Climatiseur et Siphon de Lave avec des Nacelles. L'Alternator devient une arme légendaire avec le Hop-Up Munitions désintégratrices ainsi que la Spitfire. La Prowler redevient une arme normale. Équipements ajoutés : Hop-Up Chargement intelligent. Équipements retirés : Hop-Up Châssis enclume et Étui rapide. |                  |                         |                                            |
| Saison 11  | Evasion              | 02/11/2021 - 08/02/2022 | Ash              | C.A.R.                  | Zone d'orage Bord du Monde                 |
| Saison 11  | Evasion              | Nouvelle carte : Zone d'orage avec une faune sauvage agressive, des rôdeurs, des araignées et aussi des volants qui sont eux passif. Zone d'orage contient aussi un nouveau moyen de déplacement rapide qui sont les canons gravitationnels, le Trident (véhicule disponible sur Olympus) est aussi disponible sur cette carte. Le Fusil Triple redevient une arme normale, la G7 Scout devient une arme légendaire. Équipements ajoutés : Hop-Up Munition double. |                  |                         |                                            |
| Saison 12  | Dissidence           | 08/02/2022 - 10/05/2022 | Mad Maggie       | -                       | Olympus Canyon des Rois                    |
| Saison 12  | Dissidence           | Nouveau mode de jeu temporaire : Contrôle en 9 vs 9. L'Alternator redevient une arme normale, la Volt devient une arme légendaire. Équipements ajoutés :Hop-Up Flux Cinétique pour le Fusil Triple et Peacekeeper. Équipements de retour : Hop-Up Munitions Hammerpoint. |                  |                         |                                            |
| Saison 13  | Sauvetage            | 10/05/2022 - 09/08/2022 | Newcastle        | -                       | Zone d'orage Bord du Monde                 |
| Saison 13  | Sauvetage            | Refonte du système de point de la classée, ajout du rang Novice. Les armureries de l'IMC et de la zone Créature Terrassée sur Zone d'orage La Spitfire redevient une arme normale, le Mastiff redevient une arme légendaire. Équipements retirés : Hop-Up Munition Double (Ajouter de base au Mastiff). |                  |                         |                                            |
| Saison 14  | Prédation            | 09/08/2022 - 01/11/2022 | Vantage          | -                       | Canyon des Rois Zone d'orage               |
| Saison 14  | Prédation            | Le Wingman passe en munitions de sniper, et la Spitfire bascule en balles légères. Suppression de l'auto-réanimation avec bouclier de KO en or et prend le boost du Sac en Or. Le sac à dos en or, peut désormais transporter plus de batteries, kit de soins et phoenix. Le G7 et la Volt redevient aux sol, le Bocek et la Rampage devient une arme légendaire. Équipements ajoutés : Viseur Laser Équipements de retour : Hop-Up Détente à double action et Démonte-Crâne. Équipements retirés : Flèches, Hop-Up Tempo d'élite et Pointes à dispersion (Ajouter au Bocek de Base). |                  |                         |                                            |
| Saison 15  | Éclipse              | 01/11/2022 - 14/02/2023 | Catalyst         | -                       | Lune Brisée Bord du Monde                  |
| Saison 15  | Éclipse              | Nouvelle carte : Lune Brisée Toutes les légendes débloquées en Stand de Tir. Nouveau cosmétique: Stickers. Le RE-45 devient une arme légendaire avec le Hop-Up Munitions Hammerpoint et le Mastiff redevient une arme normale. Équipements de retour : Hop-Up Châssis enclume. Équipements retirés : Hop-Up Munitions Hammerpoint, Chargeur boosté et Flux cinétique. |                  |                         |                                            |
| Saison 16  | Festivités           | 14/02/2023 - 09/05/2023 | -                | Némésis                 | Bord du Monde Zone d'orage Lune Brisée     |
| Saison 16  | Festivités           | Instauration d'un système de classes pour les Légendes : Assaut, Contrôle, Escarmouche, Reconnaissance et Soutien. Chaque classe ayant des capacités propres. Ajout du mode Match à mort en équipe (6 vs 6) : avec les mini-cartes des Arènes. Suppression du mode Arènes. Amélioration du Stand de tir. Ajout d'un système de parties d'orientation pour les nouveaux joueurs. La Hemlok devient une arme légendaire et la Rampage redevient une arme normale. |                  |                         |                                            |
| Saison 17  | Arsenal              | 09/05/2023 - 08/08/2023 | Ballistic        | -                       | Bord du Monde Canyon des Rois Olympus      |
| Saison 17  | Arsenal              | Ajout d'un système de maîtrise pour chaque arme. Nouvel objet de survie : Tour d'évacuation. Refonte du Stand de tir. Nouveau système pour la Classée. La L-STAR devient une arme légendaire et le RE-45 redevient une arme normale. |                  |                         |                                            |
| Saison 18  | Résurrection         | 08/08/2023 - 01/11/2023 | -                | -                       | Lune Brisée Canyon des Rois Olympus        |
| Saison 18  | Résurrection         | Refonte de Revenant Refonte du Fusil à charge |                  |                         |                                            |
| Saison 19  | Embrasement          | 01/11/2023 - 13/02/2024 | Conduit          | -                       | Zone d'orage Canyon des Rois Bord du Monde |
| Saison 19  | Embrasement          | |                  |                         |                                            |
| Saison 20  | Révélation           | 13/02/2024 - 07/05/2024 | -                | -                       | Zone d'orage Bord du Monde Olympus         |
| Saison 20  | Révélation           | Ajout d'un système d'améliorations pour les légendes (arbre de compétences). Refonte du système de progression des boucliers corporels. |                  |                         |                                            |
| Saison 21  | Distorsion           | 07/05/2024 - 06/08/2024 | Alter            | -                       | Lune brisée Bord du Monde Canyon des Rois  |
| Saison 21  | Distorsion           | Retour du mode solo et nouveau avec des équipes de 4 joueurs |                  |                         |                                            |
| Saison 22  | Onde de choc         | 06/08/2024 - 05/11/2024 | -                | -                       | E-District Zone d'orage Lune brisée        |
| Saison 22  | Onde de choc         | Nouvelle mappe : E-District Akimbo pour le P2020 et Mozambique Nouveau format du passe de combat, chaque saison est désormais coupée en 2 parties |                  |                         |                                            |
| Saison 23  | Abysses cosmiques    | 05/11/2024 - 11/02/2025 | -                | EPG-1 (mode temporaire) | Bord du Monde Zone d'orage Lune brisée     |
| Saison 23  | Abysses cosmiques    | Refonte de Lifeline Mode de jeu Retour aux sources Nouvelle arme pour un mode temporaire : lance-grenades EPG-1 Refonte de la classe soutien |                  |                         |                                            |
| Saison 24  | Prise de pouvoir     | 11/02/2025-06/05/2025 | -                | -                       | Olympus Zone d'orage Canyon des Rois       |
| Saison 24  | Prise de pouvoir     | Refonte de la classe assaut Défis communautaires Arsenal au sol par type de munition |                  |                         |                                            |
| Saison 25  | Prodige              | 06/05/2025 | Sparrow          | -                       | Olympus Zone d'orage Bord du Monde         |
| Saison 25  | Prodige              | Retour du mode Arènes |                  |                         |                                            |

### Événements thématiques
| Titre                     | Dates                 | Saison    | Notes |
| ------------------------- | --------------------- | --------- | --- |
| Chasse Légendaire         | 04/06/2019 18/06/2019 | Saison 1  | Mode Apex Elite Introduction des volants (ou flyers) transportant du butin. |
| Exploration du Vide       | 03/09/2019 17/09/2019 | Saison 2  | Mode temporaire : Armés et dangereux (uniquement fusils à pompe et fusils de précision avec blindage limité). Modifications du Canyon des Rois (ajout du Labo). |
| Grande Soirée             | 14/01/2020 28/01/2020 | Saison 3  | 7 modes temporaires différents en rotation tous les 2 jours : Ruée vers l'or (Duos), Vivre.Mourir.Recommencer, mode 3e personne, Anneau infini, Armés et dangereux (Bord du monde), Canyon des Rois de nuit et Machins Jour J. Équipement retiré: chargeurs énergétiques. |
| Quêtes légendaires        | 07/04/2020 21/04/2020 | Saison 4  | Ajout de Épreuves de Bloodhound sur Bord du Monde. Ajout permanent des Duos et rotation entre Bord du Monde et Canyon des Rois. |
| Combat ou Effroi 2020     | 22/10/2020 03/11/2020 | Saison 6  | Mode temporaire : Fantôme Royale dans le Canyon des Rois de nuit, dans lequel après votre mort et tant qu'il reste un joueur de votre équipe, vous vous transformez en ombre avec un coup de mêlée puissant, une vitesse augmentée, un double saut et un « wall run ». |
| Holo-Fêtes de Mirage 2020 | 01/12/2020 04/01/2021 | Saison 7  | Retour du mode Polaire Express (Capture de train) avec quelques modifications. |
| Jeux de Guerre            | 13/04/2021 27/04/2021 | Saison 8  | Plusieurs modes temporaires en rotation tous les 3 jours. Seconde chance, Ultrazone, Auto-bannières, Tuer le temps, Régénération de blindage. À la suite de différents bugs, les modes « Seconde chance » et Auto-bannières sont retirés. Le mode Tuer le temps est repoussé à une date ultérieure. L'essentiel de Jeux de Guerre est alors composé des modes Ultrazone et Régénération de blindage. |
| Adrénaline                | 13/07/2021 03/08/2021 | Saison 9  | Nouvelle carte Arènes : Déversoir Pendant les trois semaines de l’événement, trois séries de récompenses sont à débloquer en réalisant des défis. L'offre Fun estival est disponible dans la boutique durant les trois semaines de l’événement. |
| Monstres intérieurs       | 12/10/2021 02/11/2021 | Saison 10 | Nouvelle carte Arènes : Rappel Retour du mode temporaire : Fantôme Royale Pendant les trois semaines de l’événement, trois séries de récompenses sont à débloquer sur le thème d'Halloween en réalisant des défis. |

### Événements de collection
| Titre                | Dates                 | Saison    | Notes |
| -------------------- | --------------------- | --------- | --- |
| Couronne de Fer      | 13/08/2019 27/08/2019 | Saison 2  | Mode Solo (temporaire) et modifications du Canyon des Rois (ajout du Repaire d'Octane). Ajout du set Héritage de Bloodhound. |
| Combat ou Effroi     | 15/10/2019 05/11/2019 | Saison 3  | Mode temporaire : Guérilla fantôme (Canyon des Rois de nuit). Ajout du set Héritage de Lifeline. |
| Holo-Fêtes de Mirage | 12/12/2019 07/01/2020 | Saison 3  | Mode temporaire : Polaire Express (Capture de train) et modifications de Bord du Monde (ajout du Voyage de Mirage). Ajout du set Héritage de Pathfinder. |
| Piratage Système     | 03/03/2020 17/03/2020 | Saison 4  | Mode temporaire : Butin fixe et bouclier évolutif sur Bord du Monde, puis Canyon des Rois. Ajout du set Héritage d'Octane. |
| Trésors Perdus       | 23/06/2020 07/07/2020 | Saison 5  | Mode temporaire : Armés et dangereux 2.0 (Uniquement fusils à pompe et fusils de précision avec bouclier évolutif). Modifications du Canyon des Rois (ajout de la Salle des cartes). Ajout du set Héritage de Mirage. |
| Marché Secondaire    | 06/10/2020 20/10/2020 | Saison 6  | Mode temporaire : Point d'Ignition dans lequel des zones d'ignition vous permettent de régénerer de la santé et du bouclier. Les objets de soin ne sont pas disponibles dans le butin au sol. Ajout du Cross-Play. Ajout du set Héritage de Caustic. |
| Soir de Combat       | 05/01/2021 19/01/2021 | Saison 7  | Modification d' Olympus : ajout de la zone Ring de Pathfinder Mode temporaire : Largage Aérien dans lequel des largages de soutien sont envoyés tout le long la partie par vagues, dans certaines zones ; la rareté du contenu de ces packs de soutien est augmentée au cours de la partie. Ajout de robots MRVN disséminés sur la carte qui fournissent de l'équipement. Ajout du set Héritage de Gibraltar.                                                                                    |
| Anniversaire         | 09/02/2021 02/03/2021 | Saison 8  | Mode temporaire : Équipement de guerre (équipement complet de niveau 1: un Mozambique, une culasse pour fusil à pompe blanche, une optique classique, un bouclier évolutif blanc, un casque blanc, un sac à dos blanc, un bouclier de KO blanc, deux seringues, deux cellules de bouclier et un stock de munitions pour fusil à pompe. Tous les accessoires et équipements de niveau standard/blanc sont retirés du butin au sol. Retour d'anciens skins recolorés en rouge avec des réductions. |
| Théorie du Chaos     | 09/03/2021 23/03/2021 | Saison 8  | Mode temporaire : Fureur radiale (Plusieurs anneaux radieux apparaissent à chaque manche sur la carte à l'intérieur de l'anneau principal). Ajout de la version Nintendo Switch. Modification du Canyon des Rois avec l'ajout de la zone Traitement de Caustic et départ du Voyage de Mirage. Ajout du bouclier thermique et d'un nouvel emplacement dans l'inventaire. Nouvelle option de « matchmaking » : sans remplissage. Ajout du set Héritage de Bangalore.                               |
| Genèse               | 29/06/2021 13/07/2021 | Saison 9  | Retour des premières versions du Canyon des Rois (saison 0) et de Bord du Monde (saison 3). Ajout temporaire de la Ville cimetière à la rotation des cartes en mode Arènes. Améliorations et ajustements des prix des armes en mode Arènes. Ajout du set Héritage de Revenant. |
| Évolution            | 14/09/2021 28/09/2021 | Saison 10 | Ajout de la zone Big Maude, la boutique personnalisée de Rampart sur Bord du Monde. Dans cette nouvelle zone consacrée à Rampart, les joueurs peuvent récupérer des matériaux afin d'acheter des armes de paintball modifiées et personnalisées. Pendant la durée l'événement, la boutique Rampart est également disponible dans le mode Arènes proposant des armes modifiées à prix réduit. Ajout du set Héritage de Rampart.                                                                   |
| Piraterie            | 07/12/2021 21/12/2021 | Saison 11 | Retour du mode temporaire : Polaire Express (Capture de train). Ajout d'un système de couleur de réticule personnalisé. Ajout du set Héritage de Wattson. |

### Chroniques d’Apex
| Titre                  | Dates                                | Saison    | Personnage | Notes |
| ---------------------- | ------------------------------------ | --------- | ---------- | --- |
| Quêtes et ère nouvelle | À partir de 29/09/2021 (5 chapitres) | Saison 10 | Bloodhound | Événement narratif en tant que Bloodhound. Les joueurs doivent trouver un corbeau blanc sur Bord du Monde et ainsi lancer les missions de traque d'un rôdeur blessé. |

### Autres événements
| Type d'événement       | Titre                            | Dates                                                             | Saison     | Notes |
| ---------------------- | -------------------------------- | ----------------------------------------------------------------- | ---------- | --- |
| Événement Cosmétique   | Saint Valentin                   | 13/02/2019 19/02/2019                                             | Pré-saison | Badge et boutique spécialement pour la Saint Valentin. Nouvelle arme : Havoc (18/02/2019) |
| Mise à jour de contenu | -                                | 05/11/2019 19/11/2019                                             | Saison 3   | Mode Duo (temporaire) + amélioration du mode "Stand de tir" |
| Événement boutique     | Black Friday 2019                | 26/11/2019 05/12/2019                                             | Saison 3   | Boutique spéciale Black Friday Niveau maximal augmenté de 100 à 500 (03/12/2019) |
| Événement Cosmétique   | Rendez-vous de la Saint-Valentin | 12/02/2020 19/02/2020                                             | Saison 4   | Mode Duo à durée limitée. Badge et boutique spécial pour la Saint Valentin. |
| Événement mineur       | -                                | 21/02/2020 24/02/2020                                             | Saison 4   | Retour du Canyon des Rois dans sa première version. |
| Événement mineur       | Blindage de combat               | 28/04/2020 12/05/2020                                             | Saison 4   | Mode temporaire à 4 phases (changement tous les 4 jours) : Commencer la partie avec un P2020 + bouclier niveau 1 (phase 1), niveau 2 (phase 2), niveau 3 (phase 3) et évolutif (phase 4). |
| Événement boutique     | Butin Estival                    | 21/07/2020 28/07/2020                                             | Saison 5   | Boutique soldée avec plusieurs packs et retour d'anciens skins de l'événement Exploration du Vide |
| Événement mineur       | Anneau infini 2.0                | 11/08/2020 17/08/2020                                             | Saison 5   | Mode Anneau infini 2.0 (L'anneau ne cesse de se fermer avec bouclier évolutif) + Hop-Ups "Graffiti Mod" disponible pour la Spitfire |
| Événement Cosmétique   | Soirée de septembre              | 08/09/2020 05/10/2020                                             | Saison 6   | 4 modes temporaires différents en rotation par semaines: "Canyon des Rois de nuit", "Armés et dangereux", "Machins Jour J" et "Vivre.Mourir.Recommencer" Boutique soldée avec plusieurs packs et retour d'anciens skins de l'événement Grande Soirée. "Machins Jour J" était disponible le 08/09 mais à la suite d'un bug, il est retiré. Le « Canyon des Rois de nuit » entre dans la rotation et passe donc à la 3e semaine de l'événement |
| Événement Teaser       | Une petite expérience            | 13/10/2020 04/11/2020                                             | Saison 6   | Plusieurs missions pour le teaser d'Horizon |
| Événements boutique    | Black Friday 2020                | 24/11/2020 01/12/2020                                             | Saison 7   | Boutique spéciale Black Friday |
| Événement Teaser       | Décrypter le code d'accès        | 16/04/2021 04/05/2021                                             | Saison 8   | Plusieurs missions pour le teaser du mode Arènes |
| Événement mineur       | Événement flash Arène            | 11/05/2021 18/05/2021 25/05/2021 01/06/2021 08/06/2021 15/06/2021 | Saison 9   | Trois événements mineurs en mode Arènes avec des récompenses à gagner |
| Événements boutique    | ALGS Championship                | 18/05/2021 01/06/2021                                             | Saison 9   | Boutique spéciale pour les ALGS Championship |
| Événement mineur       | Événement flash Arène            | 10/08/2021 18/08/2021 24/08/2021 30/08/2021 07/09/2021 14/09/2021 | Saison 10  | Trois événements mineurs en mode Arènes avec des récompenses à gagner |
| Événements boutique    | Boutique Recolor Vault           | 17/08/2021 31/08/2021                                             | Saison 10  | Boutique spéciale de skins recolorés |
| Événements boutique    | Apex X Market                    | 09/11/2021 23/09/2021                                             | Saison 11  | Boutique spéciale pour les partenariats d'Apex Legends et de la marque de vêtements Market. |
| Événements boutique    | Black Friday 2021                | 23/11/2021 30/11/2021                                             | Saison 11  | Boutique spéciale Black Friday |
| Événements boutique    | Solde de fin d'année             | 21/12/2021 01/01/2022                                             | Saison 11  | Solde de fin d'année |

## Accueil
La presse salue unanimement les qualités du jeu et son soin du détail, qui lui permettent de se démarquer de ses concurrents PlayerUnknown's Battlegrounds et Fortnite Battle Royale en paraissant plus adulte et plus intense. Le Monde loue par exemple la variété des possibilités de communiquer avec ses équipiers, qui ne nécessite pas de partager leur langue.